# Angie Cepeda
Angélica María Cepeda Jiménez, detta Angie (Magangué, 2 agosto 1974), è un'attrice colombiana.

## Biografia
È conosciuta in Italia per aver preso parte al film di Leonardo Pieraccioni Il paradiso all'improvviso, mentre per il pubblico di lingua spagnola il successo è arrivato con la pellicola Pantaleón e le visitatrici del 1999.
Nel 2021 Cepeda presta la voce al personaggio di Julieta Madrigal nel film d'animazione Encanto, partecipando alla versione inglese, spagnola e italiana.
È stata a lungo fidanzata con il cantante argentino Diego Torres ed è sorella dell'attrice Lorna Paz.

## Filmografia

### Cinema

#### Attrice
- Ilona arriva con la pioggia, regia di Sergio Cabrera (1996)
- Pantaleón e le visitatrici (Pantaleón y las visitadoras), regia di Francisco José Lombardi (1999)
- Leyenda de fuego (2001)
- Sottosopra (Samy y yo), regia di Eduardo Milewicz (2002)
- El destino no tiene favoritos (2003)
- Il paradiso all'improvviso, regia di Leonardo Pieraccioni (2003)
- Love for Rent (2005)
- Oculto (2005)
- The Dead One (2007)
- L'amore ai tempi del colera (Love in the Time of Cholera), regia di Mike Newell (2007)
- Passing Py - cortometraggio (2007)
- Privateer - cortometraggio (2009)
- El mal ajeno (2010)
- Cavalli selvaggi (Wild Horses), regia di Robert Duvall (2015)

#### Doppiatrice
- Encanto - Julieta Madrigal

### Televisione
- La Maldición del Paraíso - telenovela (1993)
- Crónicas de una generación tragica - miniserie TV (1993)
- Solo una mujer - serie TV (1995)
- Candela - serie TV, 1 episodio (1996)
- Las juanas - serie TV, 1 episodio (1997)
- Luz María - serie TV, 1 episodio (1998)
- Eredità d'amore; altro titolo: Innamorata (Pobre diabla) - serie TV (2000)
- Vientos de agua - serie TV, 11 episodi (2006)
- Fuera de lugar - serie TV, 8 episodi (2008)
- Los protegidos - serie TV, 2 stagioni - un invito nella terza (2010)
- Escobar: El Patrón del Mal - miniserie TV (2012)
- Jane The Virgin- serie TV (2016)
- Room 104 - stagione 3, episodio 8 - serie TV (2017)
- Halo - stagione 1, episodio 4 - serie TV (2022)

## Doppiatrici italiane
Nelle versioni in italiano delle opere in cui ha recitato, Angie Cepeda è stata doppiata da:
- Patrizia Mottola in Eredità d'amore
- Selvaggia Quattrini in Pantaleón e le visitatrici
- Francesca Fiorentini in L'amore ai tempi del colera
- Emanuela Pacotto in Sottosopra
- Francesca Manicone in Cavalli selvaggi

Nel film d'animazione Encanto presta la propria voce anche nella versione italiana.